# Tořič žlutý
Tořič žlutý (Ophrys lutea) je druh rostliny z čeledi vstavačovitých původem z jižní Evropy, severní Afriky a Středního východu.

## Popis

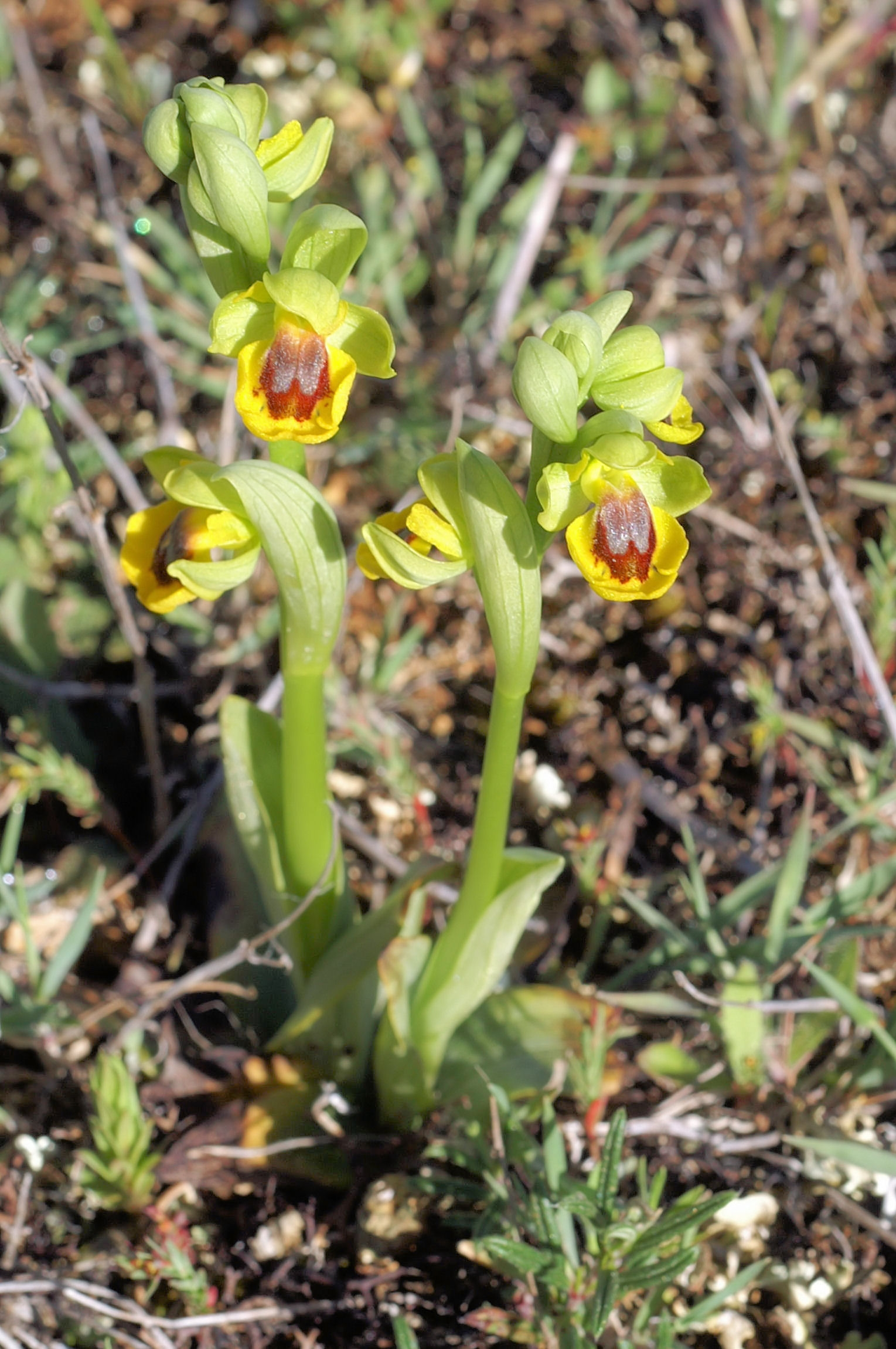
Celkový vzhled rostliny

Tořič žlutý je vytrvalá bylina s přímou lodyhou vysokou 10–40 cm. Listy v přízemní růžici jsou kopinaté až eliptické. Kvete od března do května. Květenstvím je 2–8 (někdy až 10) květů, trojlaločný pysk je 14–18 mm dlouhý s nahnědlou kresbou s širokým žlutým okrajem. Speculum má tvar šedého nebo namodralého písmene W. Vnitřní okvětní lístky jsou nažloutlé. Plodem je tobolka.

## Výskyt
Tořič žlutý je středomořský druh, který se vyskytuje v rozsáhlé oblasti od Portugalska a Maroka přes jižní Francii a Itálii až po ostrovy v Egejském moři v Řecku. Roste v nadmořské výšce od hladiny moře až do 1500 m n. m., preferuje otevřená prostranství, jako jsou pastviny nebo mýtiny.

## Poddruhy
Tořič žlutý má 5 poddruhů:
- Ophrys lutea ssp. aspea – Tunisko, Libye
- Ophrys lutea ssp. galilaea – od Portugalska a Maroka po Sýrii
- Ophrys lutea ssp. laurensis
- Ophrys lutea ssp. lutea – od Portugalska a Maroka po Turecko
- Ophrys lutea ssp. phryganae – Itálie, Řecko, Turecko

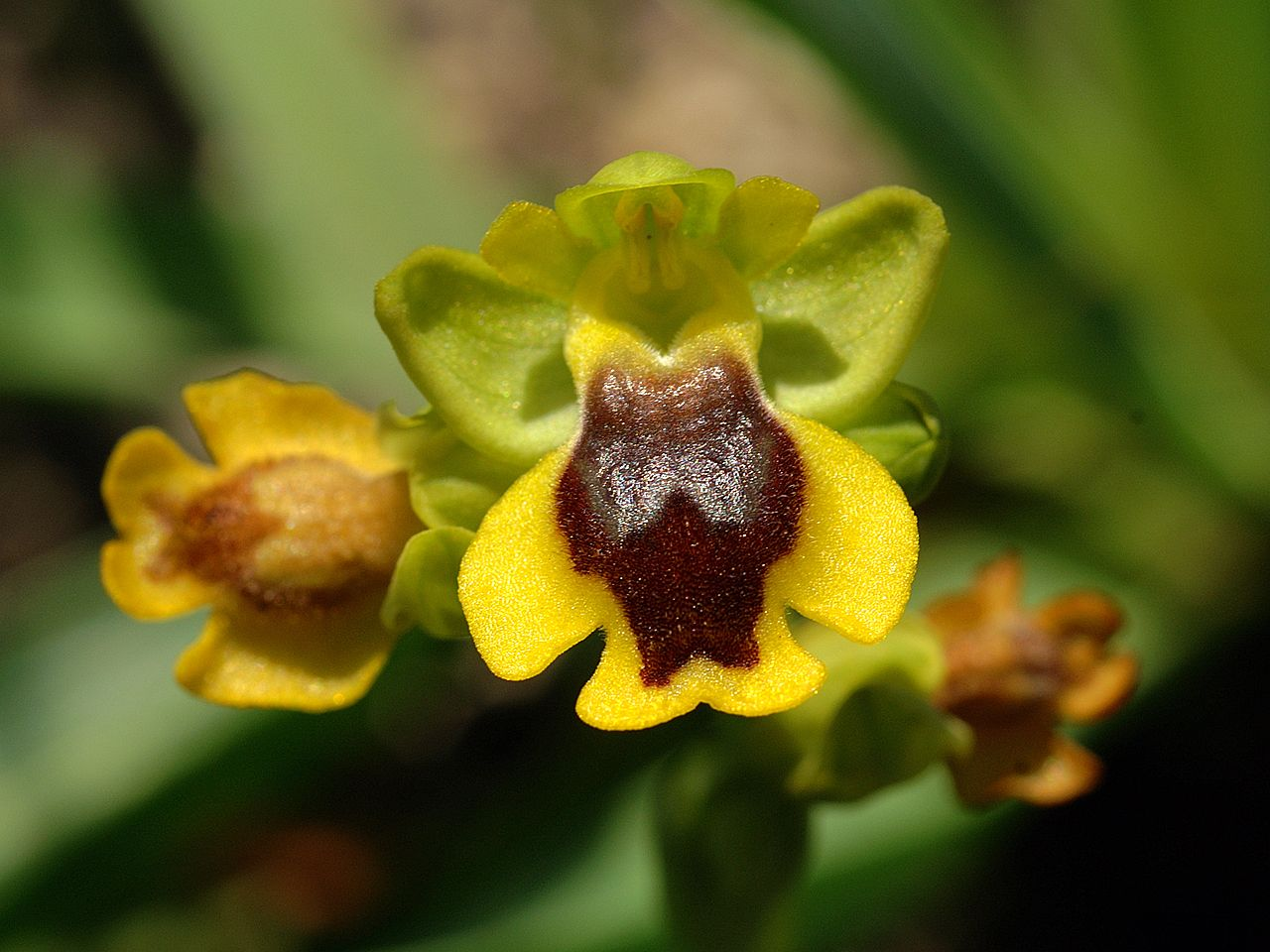
Ophrys lutea ssp. phryganae
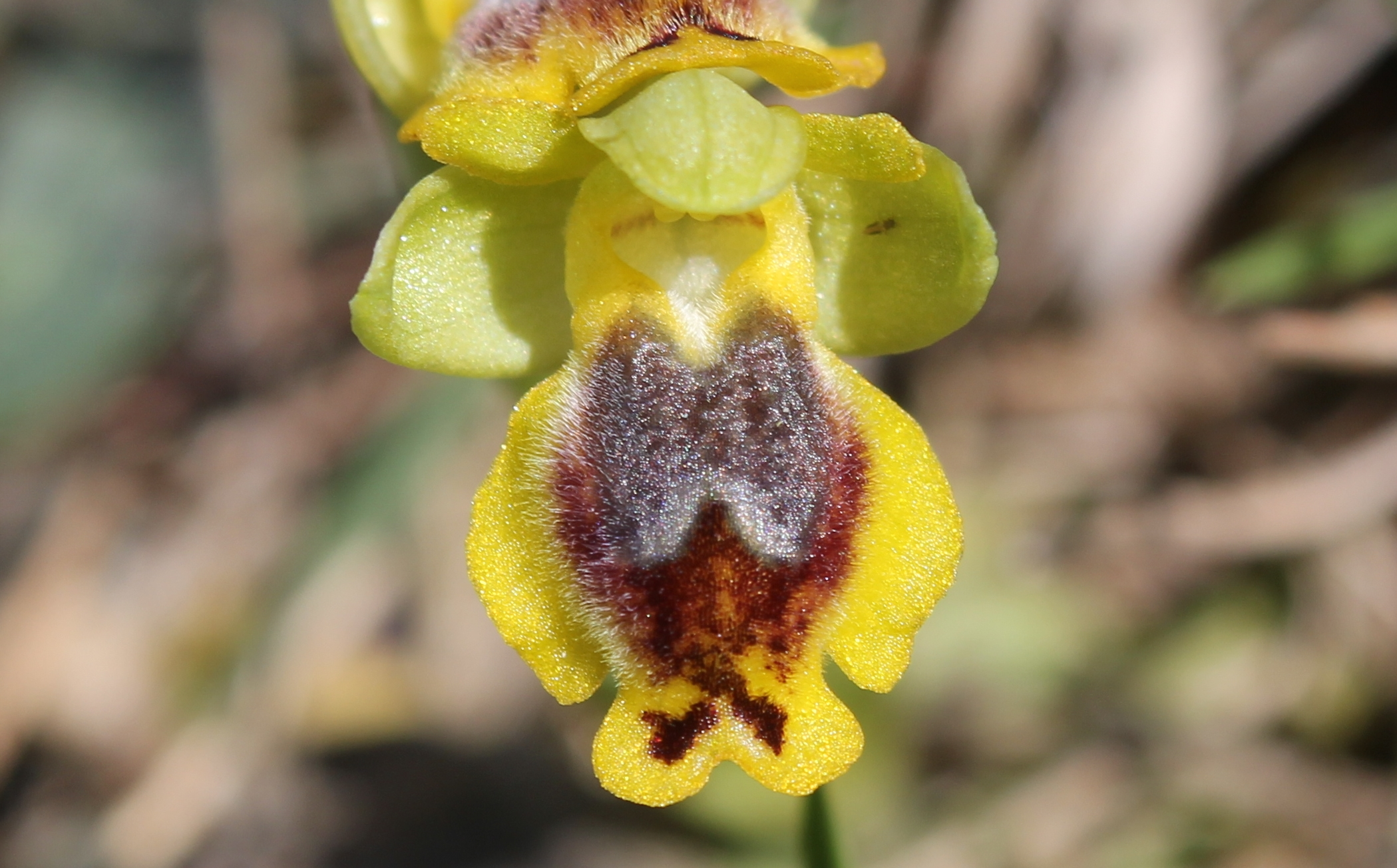
Ophrys lutea ssp. galilaea